# Shocksite
Een shocksite is een website die bedoeld is om te choqueren, door beledigend, walgelijk en/of verontrustend te zijn. Het bevat materiaal met een hoog schokgehalte dat ook als onsmakelijk en grof wordt beschouwd en is in het algemeen van een pornografische, scatologische, extreem  gewelddadige, pijnlijke, profane of anderszins provocerende aard. Sommige shocksites tonen één enkele foto, animatie, videoclip of een klein album en worden vaak doorgegeven via e-mail of vermomd in berichten naar discussiesites als een hoax in een poging om gebruikers beet te nemen door op de link te klikken die leidt tot de website. De meeste shocksites zijn louter websites die openlijk materiaal tonen dat sommigen als verontrustend of afstotelijk beschouwen, zoals pornografie en fetisjen.